# Angkor Vallis
L'Angkor Vallis è una struttura geologica della superficie di Mercurio.